# Aphelinus albipodus
Aphelinus albipodus is een vliesvleugelig insect uit de familie Aphelinidae. De wetenschappelijke naam is voor het eerst geldig gepubliceerd in 1992 door Hayat & Fatima.